# Julie Walters
Dame Julie Walters, pseudonimo di Julia Mary Walters (Smethwick, 22 febbraio 1950), è un'attrice e comica britannica.
Vincitrice di un Golden Globe, sei Premi BAFTA, due Premi Emmy e un Olivier Award, ha ricevuto una candidatura all'Oscar alla miglior attrice per Rita, Rita, Rita e una seconda candidatura ai premi Oscar come migliore attrice non protagonista per Billy Elliot. È nota anche per il ruolo di Molly Weasley nella saga di film fantasy di Harry Potter.

## Biografia
Julia Mary Walters nasce a Smethwick, vicino a Birmingham, figlia di Mary Bridget (il cui cognome da ragazza era però O'Brien), di origini irlandesi, impiegata in un ufficio postale, e Thomas Walters, muratore e decoratore. La Walters frequenta nel suo paese di nascita l'istituto femminile Holly Lodge Grammar School finché al sesto anno le viene chiesto di lasciare la scuola. Lavora fino a diciotto anni come infermiera al Queen Elizabeth Hospital di Birmingham, dove incontra e si innamora follemente di quello che diventa il suo primo fidanzato, che successivamente lascia per recarsi a Manchester a studiare sociologia.
La Walters decide dunque di rinunciare alla carriera di infermiera per diventare attrice e vivere a Manchester con il fidanzato: si iscrive perciò al corso di recitazione dell'attuale Manchester Metropolitan University con Pete Postlethwaite e dà inizio alla sua carriera di attrice. Il suo primo ruolo di successo avviene incontrando l'attrice Victoria Wood: le due lavorano insieme per la prima volta nel 1978, in una revisione teatrale di In At The Death, e successivamente nell'adattamento televisivo di Talent, una commedia scritta dalla stessa Wood.
Nel 1982 viene realizzata inoltre una serie televisiva scritta apposta per loro, Wood and Walters, sulla rete Granada Television, e le due continuano a lavorare spesso insieme nel corso degli anni. In particolare uno dei ruoli per cui la Walters diviene più celebre è quello di Mrs. Overall, nello spettacolo Acorn Antiques, una parodia delle soap opera scritta dalla stessa Wood. Di questa viene realizzato un musical e la Walters riceve una nomination all'Olivier Award per la sua interpretazione.
La Walters lavora in diversi teatri, sia nel cabaret che nelle commedie, prima del debutto su un palcoscenico londinese in Educating Rita, accanto a Michael Caine, con il quale girò anche il film tratto dalla commedia: Rita, Rita, Rita, per il quale vinse un BAFTA alla migliore attrice protagonista, un Golden Globe per la migliore attrice in un film commedia o musicale e fu candidata all'Oscar alla miglior attrice. Nel 1991 recita accanto a Liza Minnelli in Stepping Out, e in quello stesso anno viene realizzato il primo speciale televisivo che la vede protagonista, Julie Walters and Friends, scritto con il contributo di Victoria Wood e Alan Bennett.
La Walters riceve numerosi premi nel corso della sua carriera, inoltre nel 1999 viene nominata Ufficiale dell'Ordine dell'Impero Britannico e nel 2008 Commendatore dell'Ordine dell'Impero Britannico. Nel 2001 vince un Laurence Olivier Award per la sua interpretazione in All My Sons di Arthur Miller, oltre alla seconda nomination all'Oscar della sua carriera per il film Billy Elliot (per questo ruolo vince anche un BAFTA come miglior attrice non protagonista).
La consacrazione presso il grande pubblico avviene, oltre che con Billy Elliot, per il ruolo di Molly Weasley in tutti i film della serie Harry Potter, e per il ruolo di co-protagonista, accanto a Helen Mirren, nella commedia Calendar Girls. Nel 2006 arriva quarta nel sondaggio inglese sulle 50 maggiori Star, quattro posizioni sopra l'amica e collega Victoria Wood. Nello stesso anno recita nuovamente accanto al "figlio" Rupert Grint (che interpreta Ron Weasley nei film di Harry Potter) nel film In viaggio con Evie, e viene pubblicato il suo primo romanzo L'albero di Maggie.
Successivamente è protagonista di alcuni spot pubblicitari, come la campagna natalizia del 2007 promossa dall'ASDA, lo spot del videogioco Brain Training e una campagna contro il fumo. Nel 2008 esce il suo ultimo film, la versione cinematografica del musical Mamma Mia!, seconda performance musicale della sua carriera dopo Acorn Antiques. Nel 2009 riceverà una "Walk of Star" sulla Broad Street di Birmingham, riservata a coloro che hanno dato un significativo contributo nello sviluppo di una delle arti dello spettacolo.

## Vita privata
Dopo una relazione con l'attore Pete Postlethwaite, si è sposata nel 1997 con il poliziotto Grant Roffey con cui era legata da 11 anni: i due hanno una figlia, Maisie Mae, nata nel 1988, e vivono in un casale del West Sussex.
Nel 2020 ha annunciato che nel 2018 le è stato diagnosticato un carcinoma del colon-retto, ma che grazie ad interventi chirurgici e chemioterapia il cancro era in remissione. A causa della malattia dovette rinunciare a girare diverse scene del film Il giardino segreto, oltre che presenziare alla prima di Mamma Mia! Ci risiamo.

## Filmografia parziale

### Attrice

#### Cinema
- Rita, Rita, Rita (Educating Rita), regia di Lewis Gilbert (1983)
- Personal Services, regia di Terry Jones (1987)
- Buster, regia di David Green (1988)
- Come una donna (Just Like a Woman), regia di Christopher Monger (1992)
- Sister My Sister, regia di Nancy Meckler (1994)
- Le ragazze della notte (Girls' Night), regia di Nick Hurran (1998)
- Billy Elliot, regia di Stephen Daldry (2000)
- Harry Potter e la pietra filosofale (Harry Potter and the Philosopher's Stone), regia di Chris Columbus (2001)
- Harry Potter e la camera dei segreti (Harry Potter and the Chamber of Secrets), regia di Chris Columbus (2002)
- Calendar Girls, regia di Nigel Cole (2003)
- Harry Potter e il prigioniero di Azkaban (Harry Potter and the Prisoner of Azkaban), regia di Alfonso Cuarón (2004)
- Mickybo & Me, regia di Terry Loane (2004)
- Wah-Wah, regia di Richard E. Grant (2005)
- In viaggio con Evie (Driving Lessons), regia di Jeremy Brock (2006)
- Becoming Jane - Il ritratto di una donna contro (Becoming Jane), regia di Julian Jarrold (2007)
- Harry Potter e l'Ordine della Fenice (Harry Potter and the Order of the Phoenix), regia di David Yates (2007)
- Mamma Mia!, regia di Phyllida Lloyd (2008)
- Harry Potter e il principe mezzosangue (Harry Potter and the Half-Blood Prince), regia di David Yates (2009)
- Harry Potter e i Doni della Morte - Parte 1 (Harry Potter and the Deathly Hallows Part 1), regia di David Yates (2010)
- Harry Potter e i Doni della Morte - Parte 2 (Harry Potter and the Deathly Hallows Part 2), regia di David Yates (2011)
- One Chance - L'opera della mia vita (One Chance), regia di David Frankel (2013)
- Effie Gray - Storia di uno scandalo (Effie Gray), regia di Richard Laxton (2014)
- Paddington, regia di Paul King (2014)
- Brooklyn, regia di John Crowley (2015)
- Le stelle non si spengono a Liverpool (Film Stars Don't Die in Liverpool), regia di Paul McGuigan (2017)
- Paddington 2, regia di Paul King (2017)
- Mamma Mia! Ci risiamo (Mamma Mia! Here We Go Again), regia di Ol Parker (2018)
- Il ritorno di Mary Poppins (Mary Poppins Returns), regia di Rob Marshall (2018)
- A proposito di Rose (Wild Rose), regia di Tom Harper (2018)
- Il giardino segreto (The Secret Garden), regia di Marc Munden (2020)
- Paddington in Perù (Paddington in Peru), regia di Dougal Wilson (2024)

#### Televisione
- G.B.H. – miniserie TV, 7 puntate (1991)
- Jake's Progress – miniserie TV, 8 puntate (1995)
- Melissa – miniserie TV, 5 episodi (1997)
- Dinnerladies – serie TV, 9 episodi (1998-2000)
- Talking Heads 2 – miniserie TV, 1 puntata (1998)
- Oliver Twist – miniserie TV, 3 puntate (1999)
- Canterbury Tales – miniserie TV, 1 puntata (2003)
- The Hollow Crown – miniserie TV, 3 puntate (2012)
- Indian Summers – serie TV, 20 episodi (2015-2016)
- National Treasure – miniserie TV, 4 puntate (2016)

### Doppiatrice
- Gnomeo e Giulietta (Gnomeo & Juliet), regia di Kelly Asbury (2011)
- Ribelle - The Brave (Brave), regia di Mark Andrews e Brenda Chapman (2012)
- Justin e i cavalieri valorosi (Justin and the Knights of Valour), regia di Manuel Sicilia (2013)
- Sherlock Gnomes, regia di John Stevenson (2018)
- Rex - Un cucciolo a palazzo (The Queens' Corgi), regia di Ben Stassen (2019)

## Teatro
- The Changeling di Thomas Middleton e William Rowley, regia di Adrian Noble. Bristol Old Vic di Bristol (1978)
- Come vi piace di William Shakespeare, regia di Richard Cottrell. Bristol Old Vic di Bristol (1978)
- Ecstasy, scritto e diretto da Mike Leigh. Hampstead Theatre di Londra (1979)
- Rita! Rita! Rita! di Willy Russell, regia di Mike Ockrent. Donmar Warehouse e Piccadilly Theatre di Londra (1980)
- Pazzo d'amore di Sam Shepard, regia di Peter Gill. National Theatre di Londra (1984)
- Acrobati di Tom Stoppard, regia di Nicholas Hytner. Royal Exchange di Manchester (1984)
- Macbeth di William Shakespeare, regia di Nancy Meckler. Leicester Haymarket di Leicester (1985)
- When I Was a Girl I Used to Scream at Shout di Sharman Macdonald, regia di Simon Stokes. Whitehall Theatre di Londra (1987)
- Frankie and Johnny in the Clair de Lune di Terrence McNally, regia di Paul Benedict. Harold Pinter Theatre di Londra (1989)
- La rosa tatuata di Tennessee Williams, regia di Peter Hall. Theatre Royal di Bath (1990)
- Erano tutti miei figli di Arthur Miller, regia di Howard Davies. National Theatre di Londra (2000)
- Acorn Antiques, libretto e colonna sonora di Victoria Wood, regia di Trevor Nunn. Haymarket Theatre di Londra (2005)
- The Last of the Haussmans di Stephen Beresford, regia di Howard Davies. National Theatre di Londra (2012)

## Riconoscimenti
- Premio Oscar
  - 1984 – Candidatura alla miglior attrice per Rita, Rita, Rita
  - 2001 – Candidatura alla miglior attrice non protagonista per Billy Elliot
- Golden Globe
  - 1984 – Migliore attrice in un film commedia o musicale per Rita, Rita, Rita
  - 2001 – Candidatura alla migliore attrice non protagonista per Billy Elliot
- BAFTA
  - 1983 – Candidatura alla migliore attrice televisiva per Boys From The Black Stuff
  - 1984 – Migliore attrice protagonista per Rita, Rita, Rita
  - 1988 – Candidatura alla migliore attrice protagonista per Personal Services
  - 1992 – Candidatura alla migliore attrice non protagonista per A scuola di ballo
  - 1994 – Candidatura alla migliore attrice televisiva per Wide-Eyed and Legless
  - 2001 – Migliore attrice non protagonista per Billy Elliot
  - 2002 – Migliore attrice televisiva per My Beautiful Son
  - 2003 – Migliore attrice televisiva per Murder
  - 2004 – Migliore attrice televisiva per The Canterbury Tales
  - 2010 – Migliore attrice televisiva per Mo
  - 2010 – Candidatura alla migliore attrice televisiva per A Short Stay in Switzerland
  - 2016 – Candidatura alla migliore attrice non protagonista per Brooklyn
- British Independent Film Awards
  - 2015 – Candidatura alla migliore attrice non protagonista per Brooklyn
  - 2017 – Candidatura alla migliore attrice non protagonista per Le stelle non si spengono a Liverpool
- Festival cinematografico internazionale di Mosca
  - 2006 – Migliore attrice per In viaggio con Evie
- Premio Laurence Olivier
  - 2001 – Migliore attrice per Erano tutti miei figli
  - 2006 – Candidatura alla migliore attrice in un musical per Acorn Antiques
- Screen Actors Guild Award
  - 2001 – Candidatura alla migliore attrice non protagonista cinematografica per Billy Elliot

## Doppiatrici italiane
Nelle versioni in italiano delle opere in cui ha recitato, Julie Walters è stata doppiata da:
- Anna Rita Pasanisi in Harry Potter e la pietra filosofale, Harry Potter e la camera dei segreti, Harry Potter e il prigioniero di Azkaban, Mickybo & Me, Harry Potter e l'Ordine della Fenice, Harry Potter e il principe mezzosangue, Harry Potter e i Doni della Morte - Parte 1, Harry Potter e i Doni della Morte - Parte 2, Mamma Mia! Ci risiamo
- Lorenza Biella in Mamma Mia!, One Chance - L'opera della mia vita, Effie Gray - Storia di uno scandalo, A proposito di Rose
- Melina Martello in Calendar Girls, Il ritorno di Mary Poppins (dialoghi), Il giardino segreto
- Cristina Noci in Paddington, Paddington 2, Paddington in Perù
- Paila Pavese in Rita, Rita, Rita, In viaggio con Evie
- Aurora Cancian in Come una donna, Becoming Jane - Il ritratto di una donna contro
- Stefania Romagnoli ne Le ragazze della notte, Le stelle non si spengono a Liverpool
- Vittoria Febbi in Billy Elliot, Brooklyn
- Lucia Valenti in Buster
- Angiola Baggi in Relazioni intime
- Giò Giò Rapattoni in Il ritorno di Mary Poppins (canto)

Da doppiatrice è sostituita da:
- Paila Pavese in Gnomeo e Giulietta, Sherlock Gnomes
- Anna Mazzamauro in Ribelle - The Brave
- Melina Martello in Justin e i cavalieri valorosi
- Lorenza Biella in Rex - Un cucciolo a palazzo